# 60e régiment de marche
Pour les articles homonymes, voir 60e régiment.
Le 60e régiment d'infanterie de marche (ou 60e régiment de marche) est un régiment d'infanterie français, qui a participé à la guerre franco-allemande de 1870.

## Création et différentes dénominations
- 26 novembre 1870 : formation du 60e régiment d'infanterie de marche
- fin mars 1871 : fusion dans le 60e régiment d'infanterie de ligne

## Chef de corps
Par décret du 24 novembre 1870, le lieutenant-colonel Victor Irlande prend le commandement du régiment. Nommé colonel le 17 décembre et prenant le commandement de la brigade du 60e de marche, Irlande est remplacé par le lieutenant-colonel Charles-Paul-Émile Jouneau,,.

## Historique
Le 60e régiment de marche est formé à Lyon le 26 novembre 1870, à trois bataillons de six compagnies. Il amalgame les 6e, 7e, 8e et 9e compagnies de dépôt du 27e de ligne, les 2e, 3e et 4e compagnies de dépôt du 71e de ligne, les 3e et 5e compagnies de dépôt du 90e de ligne, les 2e, 3e, 4e et 5e compagnies du 93e de ligne, les 5e, 6e, 7e et 8e compagnies du 98e de ligne.
Le 18 décembre, le 24e corps d'armée est créé et le 60e de marche est affecté à la 1re division de ce corps. Le corps est réorganisé le 24 décembre et le régiment passe à la 1re brigade de la 2e division. Il combat avec l'armée de l'Est, chargée d'aller dégager la garnison de Belfort. Le 13 janvier 1871, prenant de flanc le 25e régiment d'infanterie allemand (de), le 60e de marche s'empare d'Arcey puis d'Aibre. Lors de la bataille d'Héricourt, le 60e prend le 15 janvier Bussurel et Vyans-le-Val mais, manquant de mordant et freinée par l'artillerie prusienne, son attaque ne débouche pas. Il se maintient à Bussurel et Vyans jusqu'au 17 janvier,.
Il est interné en Suisse le 1er février 1871,.
Libéré, il fusionne fin mars 1871 dans le 60e régiment d'infanterie de ligne.